# Манінка
Манінка́ — назва декількох близько споріднених мов і діалектів групи манден, що належить до родини манде нігеро-конголезьких мов. Є рідною мовою для народу манінка (малінке) і має 3300000 носіїв у Гвінеї та Малі, де має статус «національної мови», а також у Ліберії, Сенегалі, Сьєрра-Леоне і Кот-д'Івуарі, де не має офіційного статусу.
За граматичною будовою мова аглютинативна. Вирізняється декілька діалектів, однак відмінності між ними строго не визначені:
- манінка-морі, спочатку діалект області м. Канкан — 1890000 носіїв у Гвінеї і 200000 у Ліберії та Сьєрра-Леоне, є основою для літературної мови манінка, що швидко розвивається;
- конья (коньянка) — 128000 носіїв у Гвінеї;
- манья (маньяка) — у Лісній Гвінеї та на півночі Ліберії;
- санкаран (манінка Фарана) — у Гвінеї, в районі г. Фарана;
- маніка області Манден — північний схід Гвінеї та прилегла область Малі, на захід і південний захід від Бамако;
- манінка Кіти — район міста Кіта в Малі;
- північно-західна манінка — східний Сенегал і прилеглі райони Малі.

В останні десятиліття набула популярності псевдонаукова гіпотеза про близьку спорідненість мов манден (зокрема манінка) і мая.